# Davide Curte
Davide Curte (San Paolo, 28 luglio 1918 – ...) è stato un calciatore brasiliano, di ruolo attaccante.

## Carriera
In patria giocò tra le file del Clube Atlético Juventus di San Paolo del Brasile.
Trasferitosi in Italia, militò tra le file del Genoa nella stagione 1947-1948, con cui ottenne il dodicesimo posto in Serie A.
Con i rossoblu esordì il 25 gennaio 1947, nella sconfitta esterna per 1-0 contro la Triestina.